# Baile na hAbhann
Baile na hAbhann (Engels: Ballinahown of Ballynahown) is een plaats in het Ierse graafschap Galway. De plaats ligt in de Gaeltacht, halverwege Indreabhán en Casla. De Ierstalige tv, TG4 is hier gevestigd.